# توماس دادلي
كان توماس دادلي (بالإنجليزية: Thomas Dudley) قاضيًا استعماريًا خدم عدة فترات كحاكم لمُستعمرة خليج ماساتشوستس. وُلد في 12 أكتوبر عام 1576 وتُوفي في 31 يوليو عام 1653. كان دادلي المُؤسس الرئيسي لنيوتاون، وفي وقت لاحق مدينة كامبريدج بماساتشوستس، وبنى أول منزل في المدينة. قدم الأرض والأموال لإنشاء مدرسة روكسبوري اللاتينية، ووقع الميثاق الجديد لكلية هارفارد خلال فترة ولايته عام 1650 حاكمًا. انتمى دادلي إلى التطهريين وكان يُعارض كل وجهات النظر الدينية التي لا تتفق معه. وفي هذا السياق، كان أكثر جمودًا وصرامة من قادة ماساتشوستس الآوائل مثل جون وينثروب، ولكنه كان أقل مُجابهة من جون إنديكوت.

## وصلات خارجية
- توماس دادلي على موقع الموسوعة البريطانية (الإنجليزية)